# SPINT3
SPINT3 (англ. Serine peptidase inhibitor, Kunitz type 3) – білок, який кодується однойменним геном, розташованим у людей на довгому плечі 20-ї хромосоми. Довжина поліпептидного ланцюга білка становить 89 амінокислот, а молекулярна маса — 10 252.
| 10         |  | 20         |  | 30         |  | 40         |  | 50         |
| ---------- |  | ---------- |  | ---------- |  | ---------- |  | ---------- |
| MQLQASLSFL |  | LILTLCLELR |  | SELARDTIKD |  | LLPNVCAFPM |  | EKGPCQTYMT |
| RWFFNFETGE |  | CELFAYGGCG |  | GNSNNFLRKE |  | KCEKFCKFT  |  |            |

A: Аланін

C: Цистеїн

D: Аспарагінова кислота

E: Глутамінова кислота

F: Фенілаланін

G: Гліцин

I: Ізолейцин

K: Лізин

L: Лейцин

M: Метіонін

N: Аспарагін

P: Пролін

Q: Глутамін

R: Аргінін

S: Серин

T: Треонін

V: Валін

W: Триптофан

Кодований геном білок за функціями належить до інгібіторів протеаз, інгібіторів серинових протеаз. 
Секретований назовні.